# Puntukas
Puntukas és la segona pedra més gran a Lituània. Es troba a uns cinc quilòmetres al sud d'Anykščiai al marge esquerre del riu Šventoji. Es creia que era la pedra més gran de Lituània fins a la descoberta de la pedra Barstyčiai al districte de Skuodas el 1957.

## Bloc erràtic
Puntukas és un bloc erràtic -va ser portada per les glaceres durant l'última glaciació (18-12 mil·lenni a.C.) probablement de Finlàndia. Mesura 6,9 metres de llarg, 6,7 m d'amplada, i 5,7 m de profunditat (incloent 1,5 m sota terra). El seu pes és a la ratlla de 265 tones. Està fet de granit rapakivi. La seva massa vermellosa inclou grans cristalls de potassi feldespats envoltats per anells verds de plagioclasa.

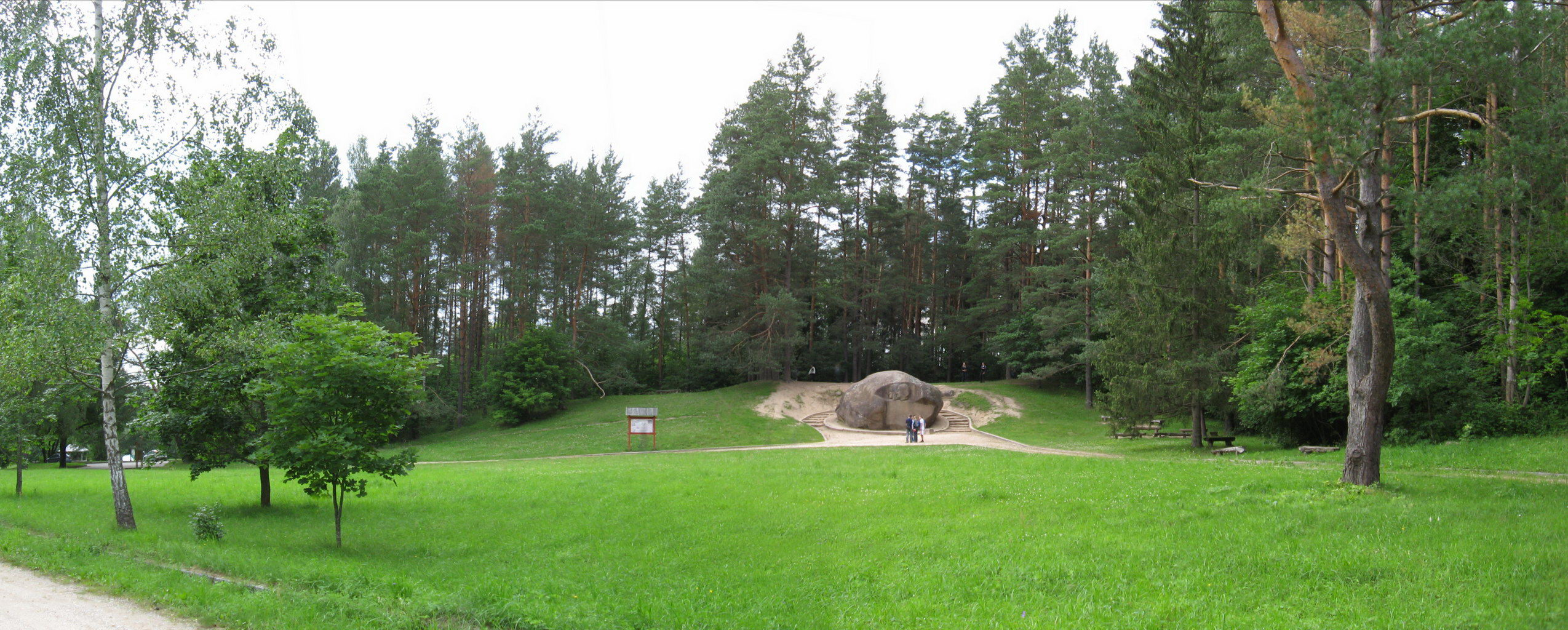
Vista general del lloc on es troba la pedra

## Història
El 1943, l'escultor Bronius Pundzius va tallar uns retrats i cites de les darreres voluntats dels pilots lituans Steponas Darius i Stasys Girėnas, en el desè aniversari de la seva mort succeït durant el vol transatlàntic amb l'avió Lituanica.

### Llegendes
Una llegenda local diu que Velnias –un diable de la mitologia lituana– tenia la intenció de llençar la pedra per destruir l'Església de Sant Mateu d'Anykščiai, tanmateix, un gall va fer un avís amb el seu cant i el diable va desaparèixer novament al món subterrani, deixant en la seva fugida la pedra Puntukas. La llegenda va aparèixer al famós poema El Bosc d'Anykščiai (Anykščių šilelis) escrit per Antanas Baranauskas. Segons una altra història, un valent guerrer lituà anomenat Puntukas va morir va morir i va ser cremat –com era un costum pagà– a la pedra, i des d'aleshores se la coneix com la «pedra Puntukas». Altres llegendes diuen que la pedra era en un santuari pagà i que els roures que creixen al seu entorn provenen dels boscos sagrats.